# Yelm
Yelm (kiejtése: jɛlm) az Amerikai Egyesült Államok északnyugati részén, Washington állam Thurston megyéjében elhelyezkedő város. A 2010. évi népszámlálási adatok alapján 6848 lakosa van.
A képviselőtestület hét tagból áll. A város közoktatási intézményeinek fenntartója a Yelm Public Schools, emellett egy keresztény iskola is működik itt.

## Történet
A Yelm név a szalis nyelvű „shelm” vagy „chelm” szóból származik, melynek jelentése a délibábokra utalva „hőhullámok a Nap felől”.
A korábban itt elterülő prérin a nisqually indiánok legeltették lovaikat. Az első, nem őslakos telepesek a Hudson’s Bay Company 1853-ban ideérkező juhászai voltak; egyikük a következőket írta:
Mivel a Hudson Bay Company figyelmeztetett, hogy a Nisqually folyótól északra fekvő területeket kerüljük el, átkeltünk a folyón, és a gyönyörű Yelm prérijére érkeztünk. Én így gondoltam az előttünk lengedező magas fű, a bokrok és magas fák közti szép forrás és az ezek fölé magasodó hegy miatt; annak hólepte csúcsa művészi látvány volt. A magas fűben a szarvascsordák kényelmesen vándoroltak.
A Northern Pacific Railroad vasútvonalának 1873-as megnyitásával a település fejlődésnek indult. Az öntözés 1916-os megvalósításával képesek voltak bab, uborka és bogyós gyümölcsök termesztésére is.
Yelm 1924. december 8-án kapott városi rangot.

## Éghajlat
| Hónap                         | Jan.  | Feb.  | Már.  | Ápr. | Máj. | Jún. | Júl. | Aug. | Szep. | Okt.  | Nov.  | Dec.  | Év    |
| ----------------------------- | ----- | ----- | ----- | ---- | ---- | ---- | ---- | ---- | ----- | ----- | ----- | ----- | ----- |
| Rekord max. hőmérséklet (°C)  | 17,8  | 22,8  | 26,1  | 31,1 | 35,6 | 37,8 | 40,0 | 40,0 | 36,7  | 32,2  | 22,8  | 17,8  | 40,0  |
| Átlagos max. hőmérséklet (°C) | 7,8   | 9,4   | 12,2  | 15,0 | 18,3 | 21,7 | 25,0 | 25,6 | 22,2  | 15,6  | 10,0  | 6,7   | 15,8  |
| Átlagos min. hőmérséklet (°C) | 1,1   | 0,6   | 1,7   | 3,3  | 6,1  | 8,9  | 10,6 | 10,6 | 7,8   | 5,0   | 2,2   | 0,6   | 4,9   |
| Rekord min. hőmérséklet (°C)  | −22,2 | −18,3 | −12,8 | −5,0 | −3,9 | −1,1 | 1,7  | 0,6  | −3,9  | −10,0 | −18,3 | −21,7 | −22,2 |
| Átl. csapadékmennyiség (mm)   | 199   | 138   | 134   | 90   | 59   | 45   | 16   | 24   | 43    | 116   | 219   | 189   | 1272  |
| Forrás: The Weather Channel   |       |       |       |      |      |      |      |      |       |       |       |       |       |

## Népesség
A 2010-es népszámláláskor a városnak 6848 lakója, 2299 háztartása és 1712 családja volt. A népsűrűség 464 fő/km2. A lakóegységek száma 2523, sűrűségük 171 db/km2. A lakosok 81,6%-a fehér, 3,3%-a afroamerikai, 1,8%-a indián, 2,3%-a ázsiai, 0,9%-a a Csendes-óceáni szigetekről származik, 2,8%-a egyéb, 7,3%-a pedig kettő vagy több etnikumú. A spanyol vagy latino származásúak aránya 9,4% (   )
A háztartások 53,3%-ában élt 18 évnél fiatalabb. 51,7% házas, 17,8% egyedülálló nő, 5% egyedülálló férfi, 25,5% pedig nem család. 20,3% egyedül élt; 8,6%-uk 65 éves vagy idősebb. Egy háztartásban átlagosan 2,95 személy élt; a családok átlagmérete 3,4 fő.
A medián életkor 29 év volt. A város lakóinak 36%-a 18 évesnél fiatalabb, 8% 18 és 24 év közötti, 32,3%-uk 25 és 44 év közötti, 16,1%-uk 45 és 64 év közötti, 7,6%-uk pedig 65 éves vagy idősebb. A lakosok 46,9%-a férfi, 53,1%-a pedig nő.

## Fordítás
- Ez a szócikk részben vagy egészben  a   Yelm, Washington című angol Wikipédia-szócikk ezen változatának fordításán alapul.  Az eredeti cikk szerkesztőit annak laptörténete sorolja fel. Ez a jelzés csupán a megfogalmazás eredetét és a szerzői jogokat jelzi, nem szolgál a cikkben szereplő információk forrásmegjelöléseként.